# Bibloporus bicanalis
Bibloporus bicanalis är en skalbaggsart som först beskrevs av Thomas Casey 1884.  Bibloporus bicanalis ingår i släktet Bibloporus och familjen kortvingar. Inga underarter finns listade i Catalogue of Life.